# Поправка Платта
Попра́вка Пла́тта — документ, определявший отношения между Кубой и США, ратифицированный в 1901 году и отмененный в 1934 году. Формально являясь частью закона США, фактически выполнял функции международного договора. Поправка Платта закрепила зависимость молодой республики от Вашингтона, дав США право на интервенцию и на организацию на Кубе морских американских баз, а также запретив Гаване сдавать свою территорию любому иностранному государству. Поправка Платта также закрепила за американским бизнесом собственность, приобретенную в период военной оккупации.

## Предыстория
Испано-американская война 1898 года привела к тому, что Куба была оккупирована США при поддержке местного населения, встретившего американцев как освободителей. По Парижскому миру Испания отказалась от Кубы. Остров более 3-х лет находился под военным управлением США, которые провели ряд реформ: отделение католической церкви от государства, закон о гражданском браке, создание Верховного трибунала, городской полиции и сельской гвардии, роспуск кубинской Освободительной армии, отмена неуплаченных испанских налогов, введение налога на наследство, многие санитарные мероприятия. На Кубу в этот период был значительный приток американских инвестиций. 18 апреля 1900 года был принят закон, предоставивший избирательное право всем мужчинам старше 21 года, умеющим читать и писать и владевшим имуществом стоимостью не менее 250 долларов или служившим в кубинской освободительной армии до 18 апреля 1898 года. В том же году прошли сначала муниципальные выборы, а потом выборы в Учредительное собрание. 5 ноября 1900 года Учредительное собрание начало работу над принятием Конституции Кубы.

## Разработка и принятие документа
В пользу установления особо тесных отношений Кубы с США высказывались многие американские государственные деятели. Президент США Мак-Кинли уже в ежегодном послании Конгрессу 5 декабря 1899 года заявил, что Куба «должна быть непременно связана с нами узами особой близости и прочности, если только она хочет обеспечить себе прочное благополучие». Некоторые ключевые черты будущей Поправки Платта прозвучали в письме военного министра США Э. Рута командующему оккупационными силами на Кубе генералу Вуду — право США на интервенцию на остров, ограничение права Кубы на иностранные займы. Автором текста документа стал председатель комиссии Конгресса США по делам Кубы, сенатор от штата Коннектикут Орвиль Х. Платт, который внес его 25 февраля 1901 года в правительство в виде поправки к законопроекту № 14017 О предоставлении кредита на содержание оккупационных северо-американских войск на Кубе (на финансовый год, оканчивавшийся 30 июня 1902 года). Сенат её принял после двухдневных обсуждений (43 голоса «за» и 20 «против»), 1 марта 1901 года её поддержала Палата Представителей (161 против 137), а на следующий день подписал президент. Если в Вашингтоне Поправка Платта прошла сравнительно легко и быстро, то на Кубе её принятие затянулось и встретило сопротивление Учредительного собрания. Уже 2 марта 1901 года в Гаване прошел митинг против Поправки, в котором приняли участие около 15 тысяч кубинцев. 25 апреля делегация кубинского Учредительного собрания была принята президентом Мак-Кинли, который обещал, что после принятия Поправки США рассмотрят вопрос о тарифных уступках Кубе. 12 июня 1901 года Учредительное собрание приняло Поправку Платта: «за» проголосовали 16 депутатов, 11 — «против», 4 не участвовали в голосовании. В конце 1901 года прошли выборы первого президента страны, а 20 мая 1902 года провозглашена независимость Кубы, после чего американские войска покинули остров. 22 мая 1903 года между Кубой и США был заключен постоянный договор, в который была полностью включена Поправка Платта. Договор предусматривал обещанные тарифные уступки: были снижены пошлины на ввозимый в США кубинский сахар и на поставляемые Кубе американские товары.

## Содержание Поправки Платта
В документе содержалось 8 пунктов. Первый запрещал властям Кубы передавать часть кубинской территории другой стране. Второй пункт обязывал власти новой республики не брать чрезмерных займов, «для выплаты процентов по которому и окончательного его погашения после покрытия текущих расходов правительства обычные доходы острова окажутся недостаточными». Третий пункт давал США право на интервенцию «для охраны независимости Кубы, поддержания правительства, способного защитить жизнь, собственность и свободу личности». Четвертый пункт предусматривал признание Кубой всех акций, осуществленных в период военной оккупации, и всех прав, приобретенных в этот период. Пятый пункт обязывал Кубу соблюдать уже введенные санитарные правила. Шестой и седьмой пункты касались территориальных вопросов: остров Пинос отходил от Кубы и его судьба должна была решиться отдельным соглашением, также Гавана обязалась предоставить США земли для военно-морских баз и угольных концессий. Восьмой пункт обязывал Кубу включить Поправку Платта в договор с США.

## Последствия применения Поправки Платта и её отмена
Поправка сыграла большую роль во взаимоотношениях двух стран. В 1903 году США получили в аренду участок Кубы для строительства базы Гуантанамо, которая до сих пор имеет большое значение в американской внешней политике. В 1925 году остров Пинос был согласно решению Верховного суда США 1907 года возвращен Кубе. В 1934 году Поправка Платта была формально отменена.